# Tōfutsu-See
Der Tōfutsu-See (jap. 濤沸湖 tōfutsu-ko) liegt im Nordosten der japanischen Präfektur und Insel Hokkaidō. Eine Fläche von 900 ha wurde am 8. November 2005 als Ramsar-Gebiet ausgewiesen. Der Tōfutsu-See bildet eine über Sanddünen vom Ochotskischen Meer abgetrennte Brackwasser-Lagune, die nur über einen kleinen Wasserweg im Nordwesten mit dem Meer verbunden ist. Der See ist sehr flach, mit einer maximalen Tiefe von 2,7 m. Er liegt am Südende einer Reihe von Seen und Marschen, die vom Kap Sōya über die als Weltnaturerbe ausgewiesene Region der Shiretoko-Halbinsel reicht.

## Flora und Fauna
Um die Lagune wächst salztoleranter Strand-Dreizack, Sumpf-Dreizack, Seegräser der Art Zostera japonica und Europäischer Queller. Letzterer färbt sich im Herbst rot und ist für Besucher besonders sehenswert. Weitere um den See verbreitete Pflanzenarten sind Fingerkräuter der Art Potentilla egedei, Schilfrohr, Seggen (Art Carex lyngbyei), Moliniopsis japonica und Gagelstrauch. Wälder aus Japanischen Erlen wachsen im mit Frischwasser versorgten Feuchtgebiet südlich der Lagune.
Die Lagune ist ein wichtiger Lebensraum für mehr als 60.000 Wasservögel, darunter Singschwäne, Middendorffsche Waldsaatgänse, Pfeifenten, Zwergsäger und Mittelsäger. Auch Seeadler und Riesenseeadler überwintern in dem Gebiet und Weidenammern, die seit einigen Jahren von der IUCN als vom Aussterben bedroht eingestuft werden, brüten um den See.

## Galerie

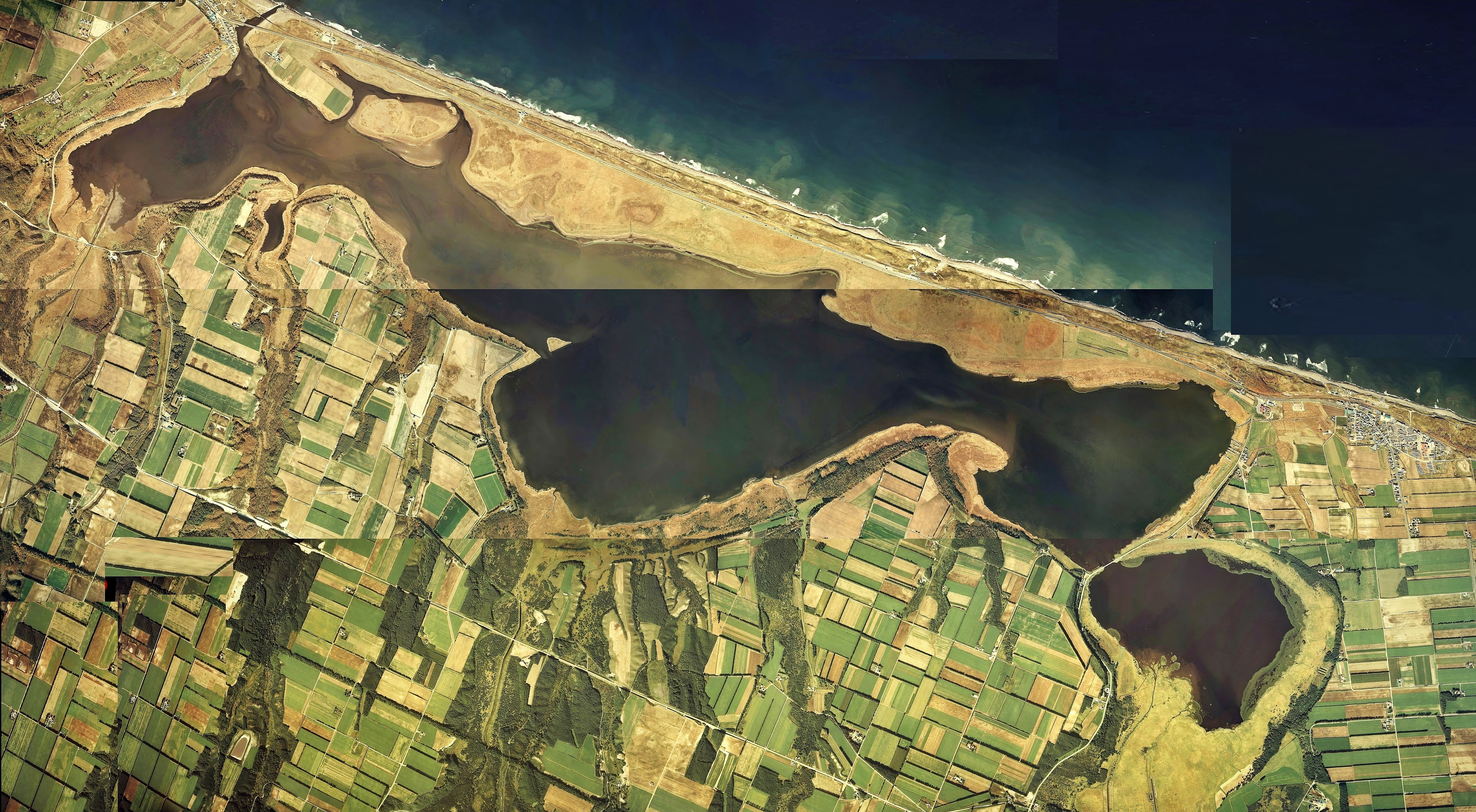
Zusammengesetztes Luftbild
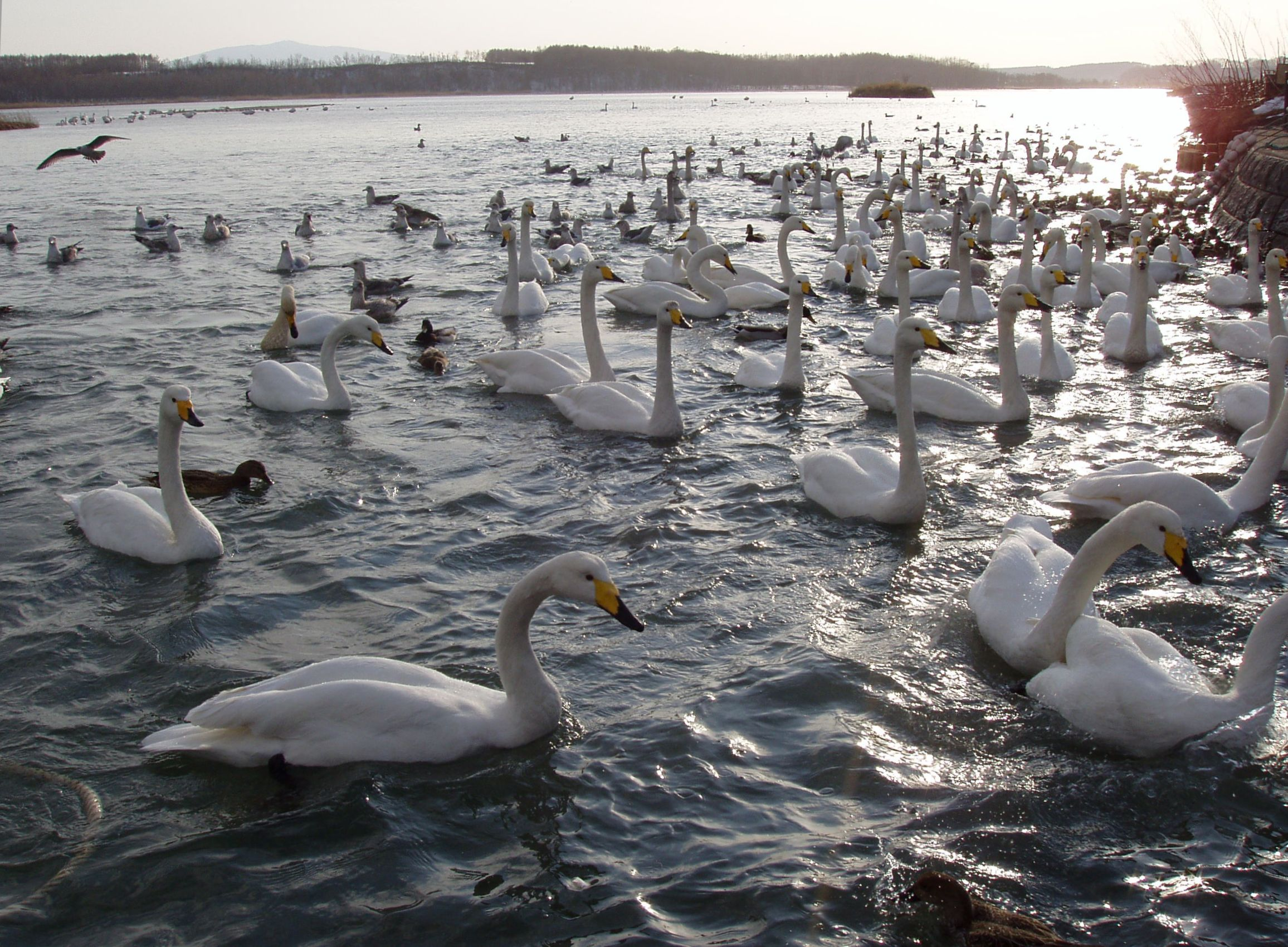
Schwäne am Tōfutsu-See
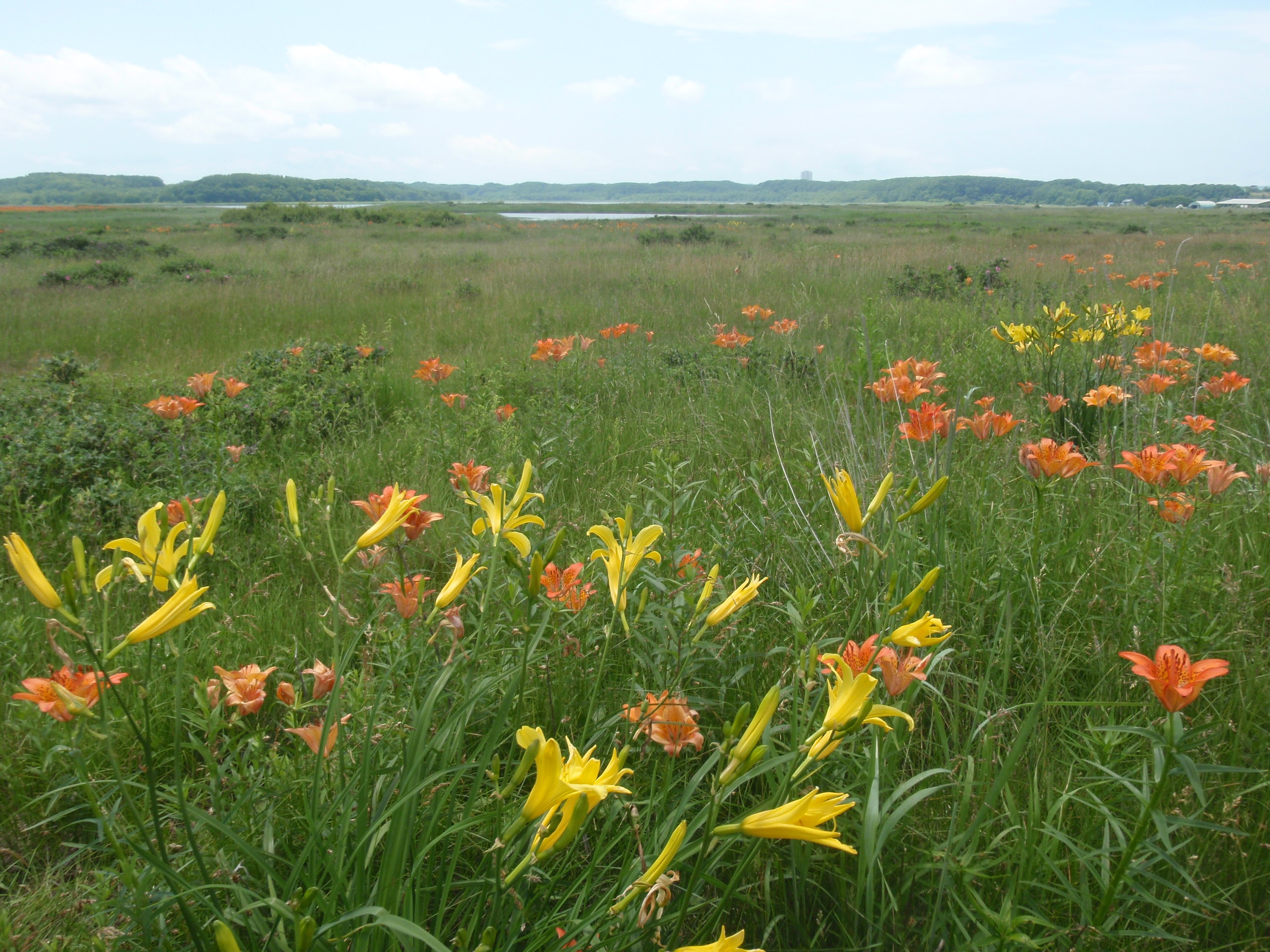
Lilien in den Wiesen um den See